# ペドロ・パブロ・エルナンデス
ペドロ・パブロ・エルナンデス（Pedro Pablo Hernández、1986年10月24日 - ）は、アルゼンチン・サン・ミゲル・デ・トゥクマン出身の元プロサッカー選手。元チリ代表。現役時代のポジションは、ミッドフィールダー。

## 経歴

### クラブ
サン・ミゲル・デ・トゥクマンで生まれ、幼少期に首都ブエノス・アイレスに移住。まもなくラシン・クラブのアカデミーに入団した。しかしトップ昇格は叶わず、2005年に19歳でラシンを退団し故郷のトゥクマンに戻った。その後、地元クラブのCAサン・マルティンのトライアルを受けるも不合格に終わり、もう一つのクラブであるアトレティコ・トゥクマンと契約を結んだ。その後、南米やMLSのクラブを転々とした
2014年6月、ラ・リーガのセルタ・デ・ビーゴと4年契約を結んだ。移籍金は160万ユーロ。8月のコルドバCF戦で加入後初出場。9月のアトレティコ・マドリード戦で加入後初ゴールを挙げた。
2018年7月4日、CAインデペンディエンテに移籍した。
2021年7月、CDオヒギンスに復帰した。2023シーズン終了後、現役を引退した。

### 代表
エルナンデス自身はアルゼンチンで生まれ育ったが、チリ人の血を引くことから2013年12月にチリの市民権を取得した。このためアルゼンチン代表とチリ代表のいずれかを選択することが出来た。
なおエルナンデス自身は2013年のインタビューで自らをチリ人と認識し、ランカグア滞在中自分のルーツを強く感じたと語っていた。
2014年1月15日、ホルヘ・サンパオリ監督がエルナンデスを招集。23日の親善試合・コスタリカ戦でチリ代表デビュー。
2014年6月、2014 FIFAワールドカップの暫定参加メンバーに選ばれたが、負傷のため最終登録メンバーからは外れた。

## タイトル
アトレティコ・トゥクマン
- トルネオ・アルヘンティーノA: 2007-08

CDオヒギンス
- プリメーラ・ディビシオン: アペルトゥーラ 2013-14
- スーペルコパ・デ・チレ: 2014

CAインデペンディエンテ
- スルガ銀行チャンピオンシップ: 2018

チリ代表
- コパ・アメリカ: 2016